# Francisco Guel Jiménez
Francisco Guel Jiménez (Aguascalientes, Aguascalientes; 12 de diciembre de 1915 - Aguascalientes; 23 de marzo de 2010) fue un médico y político mexicano, miembro del Partido Revolucionario Institucional. Fue Gobernador de Aguascalientes de 1968 a 1974.
Francisco Guel Jiménez fue médico por la Universidad Nacional Autónoma de México, electo presidente municipal de Aguascalientes de 1963 a 1965, posteriormente fue diputado federal a la XLVII Legislatura de 1967 a 1970 y a partir de 1968, gobernador del estado, durante su gobierno se dio gran impulso a las obras de irrigación en el campo y además se fundaron el Instituto Tecnológico de Aguascalientes y la Universidad Autónoma de Aguascalientes.
Al término de su periodo fue director de la Comisión Nacional de Zonas Áridas.